# Geldleihe
Unter Geldleihe versteht man im Bankwesen alle Kredite, die durch Übertragung von Bargeld oder Buchgeld an den Kreditnehmer gewährt werden. Gegensatz ist die Kreditleihe.

## Geschichte
Die Geldleihe ist in Deutschland für Kleriker und Laien seit dem 9. oder 10. Jahrhundert, für Juden seit der zweiten Hälfte des 11. Jahrhunderts sehr spärlich bezeugt. Juden war die Geldleihe nach Dtn 23,20-21  (5. Buch Mose 23:21) Fremden gegenüber erlaubt:

„Dem Fremden (hebräisch נכרי nochri), einem Ausländer, der nur vorübergehend im Land weilt] magst du Zins auferlegen, aber deinem Bruder darfst du nicht Zins auferlegen, damit der Herr, dein Gott, dich segnet in allem Geschäft deiner Hand in dem Land, in das du kommst, um es in Besitz zu nehmen.“

Die Geldleihe ist im historischen Bewusstsein Europas eng mit Juden verbunden, und zwar so weit, dass sie als integraler Bestandteil nicht nur jüdischer Existenz, sondern auch des Wesens des Judentums angesehen wurde. Der Begriff Geldleihe wird auch heute noch im Zusammenhang mit dem Geldleihgeschäft der Juden verwendet, wobei der Aufstieg der Geldleihe als hauptsächlicher Lebenserwerb der Juden zu den Stereotypen über Juden gehört, von den „Geldjuden“, den „jüdischen Wucherern“, beziehungsweise den „jüdischen Geldverleihern“, allesamt  Ethnophaulismen. Aus dem damit verbundenen Vorurteil von einer besonderen jüdischen Affinität zum Geld entwickelte sich der Mythos von der „jüdischen Finanzherrschaft“. Dies alles wurzelt in der Vorstellung vom mittelalterlichen Geldverleiher als Wucherer, der der christlichen Bevölkerung geschadet haben soll.

## Heutiges Bankwesen
Die Kreditwirtschaft hat den Begriff Geldleihe für den Regelfall des Kreditgeschäfts übernommen, bei dem das kreditgebende Kreditinstitut seinem Kreditnehmer Geld überlässt und vom Kreditnehmer eine im Kreditvertrag vereinbarte Rückzahlung nebst Zinsen erwartet. Zur Geldleihe gehören insbesondere Darlehen jeder Art,
- bei Unternehmensfinanzierungen: Immobilienfinanzierungen von Gewerbeimmobilien, Investitionskredite, Schuldscheindarlehen, Fremdwährungskredite, Kontokorrentkredite, Stand-by-Kredite, Roll-over-Kredite, Revolving Credit Facility und (früher) Diskontkredite;
- bei natürlichen Personen: Immobilienfinanzierungen von Wohnimmobilien, Konsumkredite, Dispositionskredite, Lohn- und Gehaltsabtretungen oder Lombardkredite.

## Rechtsfragen
Juristisch ist der Begriff Geldleihe falsch, da bei einer Leihe dieselben Sachen zurückzugeben sind, während beim Darlehen vertretbare Sachen von gleicher Art, Güte, Menge und Beschaffenheit zurückzugeben sind; außerdem wird beim Darlehen der Darlehensnehmer Eigentümer des Geldes, der Entleiher nur unmittelbarer Besitzer.
Bankrechtlich ist Geldleihe nach § 1 Abs. 1 Nr. 2 KWG ein Bankgeschäft, das die „Gewährung von Gelddarlehen“ zum Inhalt hat. Nach § 1 Abs. 1 Nr. 5 KWG ist Geldleihe auch Unternehmen des Pfandleihgewerbes erlaubt, soweit sie dieses durch Gewährung von Darlehen gegen Faustpfand betreiben.